# Johannes Christoph Klinge
Johannes Christoph Klinge  ( 1851 -1902 ) fue un botánico y destacado orquideólogo alemán.
Trabajó como curador en el Jardín botánico de San Petersburgo.

## Algunas publicaciones
- 1879. Vergleichend histologische Untersuchung der Gramineen- und Cyperaceen-Wurzeln, insbesondere der Wurzel-Leitbündel
- 1882. Flora von Est-, Liv- und Cur-land, etc
- Rapp, A; JC Klinge. 1895. Flora der Umgebung Lemsals und Laudohns. Zwei Beiträge zur Flora Livlands ... Herausgegeben und mit einer phytogeographischen Einleitung versehen
- 1898. Stanhopea intermedia, en: Trudy Imperatorskago S.-Peterburgskago Botaniceskago Sada. Acta horti petropolitani (abbr. Trudy Imp. S.-Peterburgsk. Bot. Sada OR Act. Hort. Petrop.) 17: 142, pl. 3. figs. 23-25
- 1899. Catalogus systematicus bibliothecae Horti Imperialis Botanici Petropolitani 1886-1898. Bearb. von Johannes Klinge. San Peterburgo
- 1899. Die Bibliothek. En: Alexander Fischer von Waldheim (eds.): Darlegung über den Kaiserlichen Botanischen Garten und seine Geschichte in den letzten 25 Jahren (1837-1898). San Peterburgo, pp. 177-193

- La abreviatura «Klinge» se emplea para indicar a Johannes Christoph Klinge como autoridad en la descripción y clasificación científica de los vegetales.[1]